# Einar Selvik
Einar Selvik, född den 18 november 1979, också känd under sitt artistnamn Kvitrafn, är en norsk musiker känd för sin insats som trumslagare i Black metal-bandet Gorgoroth och som frontfigur för folkmusikprojektet Wardruna där även Gorgoroths ex-sångare Gaahl ingick. Selvik har, delvis genom Wardruna, arbetat med soundtracket till History Channels TV-serie Vikings och har också haft en roll som skådespelare i serien.
Den 11 mars 2016 släpptes Skuggsjá - A Piece for Mind & Mirror som ett samarbete mellan Selvik och Ivar Bjørnson från Enslaved. Albumet togs fram för 200-årsdagen av Eidsvollförfattningen och berättar om Norges historia.
Selvik har också samarbetat med andra artister, som Det Hedenske Folk, Bak de Syv Fjell, Jotunspor, Sahg, Dead to this World och Faun.
Einar Selvik följer nyhedendom med inslag av animism. I en intervju i Morgenbladet 2017 pratade han om sin världsbild: "Jeg er en sterk tilhenger av å ansvarliggjøre den enkelte. Ingen døde for mine synder. Dette er et litt hedensk tankegods: Gudene hjelper de som hjelper seg selv. Det speiler at du er din egen gud, at det er ditt ansvar hvordan du oppfører deg, hva du bidrar med i denne verdenen."

## Diskografi

### Med Mortify
- Skuggerike (demo) (1995)

### Med Bak de Syv Fjell
- Rehearsal (demo) (1996)
- From Haavardstun (EP) (1997)

### MedGorgoroth
- Twilight of the Idols (2003)
- Black Mass Krakow 2004 (2008)

### MedWardruna
- Runaljod - Gap Var Ginnunga (2009)
- Runaljod - Yggdrasil (2013)
- Runaljod - Ragnarok (2016)
- Skald (2018)
- Kvitravn (2021)

### Med Jotunspor
- Gleipnirs smeder (2006)

### Med Sahg
- I (2006)
- "Domno Abyssus" / "Tyrant Empire" (single) (2014)

### Med Dead to this World
- First Strike for Spiritual Renewance (2007)

### Som Ivar Bjørnson and Einar Selvik
- Skuggsjá (2016)
- Hugsjá (2018)

### Som Einar Selvik
- Snake Pit Poetry (2017)